# Tom Ludwig
Horace Thomas „Tom“ Ludwig (* 1944) ist ein US-amerikanischer Basketballtrainer.

## Laufbahn
Ludwig spielte von 1961 bis 1965 Basketball für die Mannschaft der University of Michigan. Er war von 1970 bis 1974 Trainer an der Lake Superior State University. Von 1979 bis 1981 war er Interims- und von 1981 bis 1995 Cheftrainer der Ferris State University. Er führte die Mannschaft zu sechs Meistertiteln in der Collegeliga GLIAC. 1982, 1983, 1987, 1989 und 1990 wurde Ludwig als Trainer des Jahres der GLIAC ausgezeichnet. Im November 1995 wurde er zunächst vorläufig beurlaubt, nachdem ihm von einem Spieler polnischer Abstammung vorgeworfen worden war, diesen rassistisch beleidigt zu haben. Ludwig trat von seinem Amt zurück. Zu Ludwigs bekanntesten Schützlingen an der Ferris State University gehörte Jarvis Walker.
1997 betreute er in 16 Spielen die Mannschaft von Roter Stern Belgrad. Im Frühjahr 2001 war Ludwig Trainer von SSV Ratiopharm Ulm, konnte die Mannschaft jedoch nicht vor dem Abstieg aus der Basketball-Bundesliga retten.